# Mulhouse (quận)
Quận Mulhouse là một quận của Pháp, nằm ở tỉnh Haut-Rhin, trong vùng Alsace. Quận này có 9 tổng và 73 xã.

## Các đơn vị hành chính

### Các tổng
Các tổng của quận Mulhouse là: 
1. Habsheim
2. Huningue
3. Illzach
4. Mulhouse-Est
5. Mulhouse-Nord
6. Mulhouse-Ouest
7. Mulhouse-Sud
8. Sierentz
9. Wittenheim

### Các xã
Các xã của quận Mulhouse, và mã INSEE là: 
| 1. Attenschwiller (68013)      | 2. Baldersheim (68015)          | 3. Bantzenheim (68020)         | 4. Bartenheim (68021)         |
| 5. Battenheim (68022)          | 6. Blotzheim (68042)            | 7. Brinckheim (68054)          | 8. Bruebach (68055)           |
| 9. Brunstatt (68056)           | 10. Buschwiller (68061)         | 11. Chalampé (68064)           | 12. Didenheim (68070)         |
| 13. Dietwiller (68072)         | 14. Eschentzwiller (68084)      | 15. Flaxlanden (68093)         | 16. Folgensbourg (68094)      |
| 17. Galfingue (68101)          | 18. Geispitzen (68103)          | 19. Habsheim (68118)           | 20. Hagenthal-le-Bas (68120)  |
| 21. Hagenthal-le-Haut (68121)  | 22. Heimsbrunn (68129)          | 23. Helfrantzkirch (68132)     | 24. Hombourg (68144)          |
| 25. Huningue (68149)           | 26. Hégenheim (68126)           | 27. Hésingue (68135)           | 28. Illzach (68154)           |
| 29. Kappelen (68160)           | 30. Kembs (68163)               | 31. Kingersheim (68166)        | 32. Knœringue (68168)         |
| 33. Kœtzingue (68170)          | 34. Landser (68174)             | 35. Leymen (68182)             | 36. Liebenswiller (68183)     |
| 37. Lutterbach (68195)         | 38. Magstatt-le-Bas (68197)     | 39. Magstatt-le-Haut (68198)   | 40. Michelbach-le-Bas (68207) |
| 41. Michelbach-le-Haut (68208) | 42. Morschwiller-le-Bas (68218) | 43. Mulhouse (68224)           | 44. Neuwiller (68232)         |
| 45. Niffer (68238)             | 46. Ottmarsheim (68253)         | 47. Petit-Landau (68254)       | 48. Pfastatt (68256)          |
| 49. Ranspach-le-Bas (68263)    | 50. Ranspach-le-Haut (68264)    | 51. Rantzwiller (68265)        | 52. Reiningue (68267)         |
| 53. Richwiller (68270)         | 54. Riedisheim (68271)          | 55. Rixheim (68278)            | 56. Rosenau (68286)           |
| 57. Ruelisheim (68289)         | 58. Saint-Louis (68297)         | 59. Sausheim (68300)           | 60. Schlierbach (68301)       |
| 61. Sierentz (68309)           | 62. Steinbrunn-le-Bas (68323)   | 63. Steinbrunn-le-Haut (68324) | 64. Stetten (68327)           |
| 65. Uffheim (68341)            | 66. Village-Neuf (68349)        | 67. Wahlbach (68353)           | 68. Waltenheim (68357)        |
| 69. Wentzwiller (68362)        | 70. Wittenheim (68376)          | 71. Zaessingue (68382)         | 72. Zillisheim (68384)        |
| 73. Zimmersheim (68386)        |                                 |                                |                               |